# 郎征
郎征（1986年7月22日—），已退役的中国足球运动员，司职后卫。

## 职业生涯
郎征从小就在河北体校踢球，后来进入河北队。2005年郎征代表河北队参加全运会后，在前北京国安球员韩旭的介绍下郎征去北京国安试训。
2006年，郎征的试训得到当时的北京国安主教练沈祥福认可，由此成为当年北京国安引进的第一名内援球员。
2011年3月26日，郎征在中国队和哥斯达黎加的友谊赛中首次代表国家队出场。
2011年，郎征在球队逐渐边缘化。最终在7月球员二次转会期间被北京国安租借到南昌衡源效力，次年回归国安，但球衣号码改为18号。
2017年1月，郎征与国安队友张呈栋一起加盟家乡球队河北华夏幸福，但由于当年内援名额已满被租借至辽宁沈阳宏运。2018年回归，却因伤病原因从未为河北华夏幸福登场。2019年3月宣布退役，留在俱乐部就职担任纪委书记，搭建河北华夏幸福足球俱乐部纪律委员会。